# جون میلر
جون میلر (انگلیسی: June Miller; ۷ ژانویهٔ ۱۹۰۲ – ۱ فوریهٔ ۱۹۷۹) همسر دوم هنری میلر بود. هنری میلر همسر اول و فرزندش را ترک کرد تا با جون میلر ازدواج کند. رابطه آنها دست‌مایه خلق برخی از آثار هنری میلر از جمله مدار رأس‌السرطان و مدار رأس‌الجدی بود. این دو در سال ۱۹۳۴ در مکزیکوسیتی از یکدیگر جدا شدند.